# Anna Canzi
Anna Canzi (Milano, 29 settembre 1937) è un'attrice italiana.

## Biografia
Attrice di formazione teatrale. Appena uscita dall'Accedemia, ha lavorato con registi come Fantasio Piccoli, Franco Enriquez, Roberto Guicciardini e Lamberto Puggelli. La fama è arrivata con la partecipazione televisiva a L'Avaro di Giuseppe Patroni Griffi con Paolo Stoppa nel 1983. Oltre a Teatro e televisione è apparsa nel cinema in diverse occasioni. Ha debuttato nel 1963, recitando il ruolo di Liliana ne I fidanzati, per la regia di Ermanno Olmi, presentato al 16º Festival di Cannes. 
Ha poi avuto ruoli marginali nel poliziottesco, nei film La orca (1976) e Sbirro, la tua legge è lenta... la mia... no! (1979), quest'ultimo accanto a Maurizio Merli e Mario Merola.
Negli anni novanta ha preso parte alla trasmissione televisiva dedicata all'intrattenimento dei bambini, L'albero azzurro, nel ruolo della signora Del Miao.
Ha partecipato ad alcune sit-com come Io e Margherita, con Enrico Beruschi e Margherita Fumero (2011),  Nonno Felice con Gino Bramieri e Casa Vianello con Raimondo Vianello e Sandra Mondaini.
Nel 2012 ha fatto parte del cast Tra cinque minuti in scena, di Laura Chiossone, insieme a Gianna Coletti.
Inoltre ha avuto esperienza di operette teatrali e Musical. È rinomata nel teatro milanese per collaborazioni con Piero Mazzarella, Filippo Crivelli e Carlo Maria Pensa. Ha lavorato inoltre due anni per la televisione svizzera, per la regia di Vittorio Barino.

## Filmografia
- I fidanzati, regia di Ermanno Olmi (1963)
- Don Giovanni in Sicilia, regia di Alberto Lattuada (1967)
- Non si scrive sui muri a Milano, regia di Raffaele Maiello (1975)
- La banca di Monate, regia di Francesco Massaro (1975)
- La orca, regia di Eriprando Visconti (1976)
- Puzzle, regia di Guido Stagnaro (1978)
- Sbirro, la tua legge è lenta... la mia... no!, regia di Stelvio Massi (1979)
- I cinque del quinto piano, sit-com (1988)
- Corsa di primavera, regia di Giacomo Campiotti (1989)
- La febbre, regia di Alessandro D'Alatri (2005)
- Tra cinque minuti in scena, regia di Laura Chiossone (2012)

## Teatro
- La locandiera, regia di Giancarlo Cabella
- Le trachinie, regia di Giancarlo Cabella
- Giuliano l'Apostata, regia di Ruggero Rimini
- La legge del menga, regia di Piero Mazzarella (1970)
- Io, l'erede, regia di Luciano Salce (1980)
- L'incidente, regia di Gino Landi (1985)
- Il senatore Fox, di Luigi Lunari, regia di Augusto Zucchi  con Renzo Montagnani(1986)
- Il paese dei campanelli, operetta di Carlo Lombardo e Virgilio Ranzato(1988)
- La vedova allegra, operetta
- Pigmalione, regia di Silverio Blasi  con Renzo Montagnani  (1992)
- Arivivis, regia di Massimo Scaglione  con Enrico Beruschi  (1992)
- Can-Can, regia di Gino Landi (1998)
- Così è se vi pare, regia di Giulio Bosetti (2006)
- Sei personaggi in cerca d'autore, regia di Giulio Bosetti (2008)

## Prosa televisiva RAI
- L'avaro, di Molière, regia di Giuseppe Patroni Griffi, con Paolo Stoppa, Stefano Varriale, Pier Francesco Poggi, Salvo Perdichizzi, Valeria Ciangottini, Giacomo Quattromini, Franco Acampora, Anna Canzi, Salvo Perdichizzi, Patrizia Nupieri, Andrea Matteuzzi, Luigi Basagaluppi. Trasmessa nel 1983.